# Eumorphus lucidus
Eumorphus lucidus es una especie de coleóptero de la familia Endomychidae.

## Distribución geográfica
Habita en el norte de  Borneo.